# Nicolas Le Goff
Nicolas Le Goff (* 15. Februar 1992 in Paris) ist ein französischer Volleyball-Nationalspieler. Er wurde 2021 und 2024 Olympiasieger.

## Karriere

### Verein
Le Goff begann 2006 mit dem Volleyballspielen. Von 2011 bis 2015 spielte er in der französischen Liga für den Montpellier UC. 2015/16 spielte er bei den Berlin Recycling Volleys in der Volleyball-Bundesliga. Mit den Berlinern wurde er 2016 Deutscher Meister und gewann den DVV-Pokal sowie den CEV-Pokal. Anschließend wechselte Le Goff in die Türkei zu Istanbul BBSK. In der Saison 2017/18 spielte er beim italienischen Verein Top Volley Latina. Danach kehrte er zurück nach Berlin. In der Saison 2018/19 kam er mit der Mannschaft ins Pokal-Halbfinale und gewann die deutsche Meisterschaft. 2020 kehrte Le Goff zum Montpellier UC zurück.

### Nationalmannschaft
Seit 2013 spielt Le Goff in der französischen Nationalmannschaft. 2015 gewann er mit der Mannschaft die Weltliga und die Europameisterschaft. Bei den Olympischen Spielen 2016 in Rio de Janeiro schied Frankreich nach der Vorrunde aus. Le Goff gewann mit Frankreich die Weltliga 2017 und wurde Zweiter in der Nations League 2018. Danach nahm er an der Weltmeisterschaft teil und belegte den siebten Rang.
2021 gewann Le Goff als Teil der Nationalmannschaft die Goldmedaille bei den Olympischen Spielen in Tokio durch einen Endspielsieg gegen Russland. 2022 und 2024 gewann er mit dem französischen Team jeweils die Nations-League. Bei den Olympischen Spielen 2024 in Paris wiederholte er den Gewinn der Goldmedaille.